# Léon-Robert Dalmas de Lapérouse
Pour les articles homonymes, voir Dalmas de Lapérouse.
Léon-Robert Dalmas de Lapérouse, né le 4 janvier 1842 à Alger et mort le 22 février 1915 à Paris, est un militaire français.
Il entre à Saint-Cyr en 1861, promu sous-lieutenant le 1er octobre 1863 dans la cavalerie. Employé en Afrique du Nord en 1864 et 1865, puis au corps expéditionnaire de Rome en 1867; à son retour, fut promu lieutenant au 3e régiment de chasseurs, le 25 décembre 1867.
En 1870, il fit campagne contre l'Allemagne à l'armée du Rhin et fut fait prisonnier à la capitulation de Metz. Capitaine au 4e Hussards le 23 avril 1872, il fit la campagne de Tunisie en 1881, cité à l'Ordre du corps expéditionnaire le 27 juin, décoré de la Légion d'honneur en juillet 1881. Chef d'escadron au 8e régiment de Dragons, le 28 octobre 1885. Lieutenant-colonel du 1er chasseurs d'Afrique le 26 décembre 1888. Revient aux Dragons comme colonel du 11e régiment, le 10 juillet 1892. Officier de la Légion d'honneur, a été promu général de brigade le 11 juillet 1898.
Il a commandé la cavalerie du 3e corps et les subdivisions de Bernay en 1903 et d'Évreux en 1905. Il est passé, par anticipation, au cadre de réserve et mourut à Paris, commandeur de la Légion d'honneur, sans postérité.